# Gymnapogon philippinus
Gymnapogon philippinus és una espècie de peix pertanyent a la família dels apogònids.

## Descripció
- Pot arribar a fer 5 cm de llargària màxima.
- 7 espines i 9 radis tous a l'aleta dorsal i 2 espines i 8 radis tous a l'anal.
- Cos i aletes clars sense marques. El cap és de color vermellós i els ulls foscos.[6][7]

## Hàbitat
És un peix marí, associat als esculls i de clima tropical (30°N-1°N) que viu entre 0-9 m de fondària.

## Distribució geogràfica
Es troba al Pacífic occidental: Austràlia, Indonèsia, el Japó (incloent-hi les illes Ryukyu), la Micronèsia, Nova Caledònia, les illes Filipines, Taiwan i Tonga.

## Observacions
És inofensiu per als humans i, de vegades, forma moles amb Rhabdamia gracilis.